# Liz Burch
Liz Burch (ur. 18 października 1954 w Hornsby, Australia) – australijska aktorka, znana z serialu Na wysokiej fali.

## Filmografia
- Na wysokiej fali (Blue Water High) jako Jilly (2 serie, 2005−2006)
- Cena życia (All Saints)
- Szczury wodne (Water Rats)
- Crash Burn jako Candice (2003)
- Wildside jako Cynthia Holbeck (gościnnie; 1997–1999)
- Dziewczyna z oceanu (Ocean Girl) jako Dianne Bates (1994–1997, 1996–1997)
- Zatoka serc (Home and Away) jako Maureen Richards (1988, 1996)
- Latający doktorzy (The Flying Doctor) jako dr Chris Randall (1986-90)
- Five Mile Creek jako Kate Wallace (1983)
- Cop Shop jako Liz Cameron (1977–1984)